# Christophe Gans
Christophe Gans (Antíbol, 11 de març de 1960) és un director de cinema, productor i guionista francès especialitzat en pel·lícules de terror i fantasia.

## Vida i carrera
Quan era adolescent, va passar gran part del seu temps creant pel·lícules de kung fu amb Super 8 amb els seus amics. Més tard va assistir a l'escola francesa de cinema IDHEC, on va crear el seu primer curtmetratge, Silver Slime, dedicat a Mario Bava. Més tard va passar un temps com a crític de cinema abans de codirigir la seva primera pel·lícula, H.P. Lovecraft's: Necronomicon.
La seva pel·lícula El pacte dels llops, amb un pressupost de 29 milions de dòlars, va ser un èxit mundial, va recaptar més de 70 milions de dòlars als cinemes d'arreu del món. Es va convertir en la sisena pel·lícula en francès més taquillera de tots els temps als Estats Units. Després de l'èxit de la pel·lícula, molts productors es van acostar a Gans per treballar en projectes molt similars per atreure el públic jove.
El 2006 va dirigir l'adaptació cinematogràfica del videojoc Silent Hill, així com la pel·lícula fantàstica del 2014,  La bella i la bèstia. Gans també ha aparegut a pel·lícules com a actor, ja que es va retratar a si mateix al falso documental del 2016 Fury of the Demon.

### Projectes de futur
Gans havia d'escriure i dirigir una adaptació del videojoc de Capcom Onimusha; però, després de diversos contratemps, el va abandonar i ara s'adjunta a la pel·lícula francesa Fantômas. Inicialment havia de dirigir una seqüela de Silent Hill, però més tard es va retirar i va ser substituït per M. J. Bassett. Gans estava desenvolupant una nova pel·lícula d'acció basada en el còmic Corto Maltese per estrenar-se el 2020. Anava a ser protagonitzada per Tom Hughes i Milla Jovovich. Tanmateix, es va cancel·lar per problemes legals. El gener de 2020, Gans va expressar el seu interès a dirigir noves pel·lícules de Silent Hill i Fatal Frame, afirmant que està desenvolupant un guió per a la primera.
El 2022, en una entrevista amb el lloc web de videojocs francès Jeuxvideo.com, Gans va confirmar que havia completat un guió per a una tercera pel·lícula "Silent Hill" i que té com a objectiu l'estrena del projecte el 2023. Més tard ho va reiterar en una entrevista amb JeuxActu, i va explicar que el tercer projecte cinematogràfic serà part del que serà un 'rellançament' de la marca Silent Hill, acompanyat de nous videojocs. L'octubre de 2022, es va anunciar que la pel·lícula s'anomenaria Return to Silent Hill i es basaria en Silent Hill 2.

## Filmografia
Curtmetratge
| Any  | Títol        | Director | Guionista | Notes                    |
| ---- | ------------ | -------- | --------- | ------------------------ |
| 1981 | Silver Slime | Sí       | Sí        | [ 14 ] [ millorar font ] |
| 1993 | The Drowned  | Sí       | Sí        | Segment de Necronomicon  |

Llargmetratges
| Any  | Títol                                 | Director | Guionista | Notes                     |
| ---- | ------------------------------------- | -------- | --------- | ------------------------- |
| 1995 | Crying Freeman: Els paradisos perduts | Sí       | Sí        | També coreògraf de lluita |
| 2001 | El pacte dels llops                   | Sí       | Sí        |                           |
| 2006 | Silent Hill                           | Sí       | Sí        |                           |
| 2014 | La bella i la bèstia                  | Sí       | Sí        |                           |
| TBA  | Return to Silent Hill                 | Sí       | Sí        |                           |

Productor
- Saint Ange (2004)